# Dianabol
Dianabol, der også betegnes anabol eller D-bol er et anabolt steroid, et muskelopbyggende testosteron-lignende stof, der var det første vidt udbredte og meget anvendte doping middel. Den kemiske betegnelse for dianabol er methandienon (17β-hydroxy-17α-methylandrosta-1,4-dien-3-on) eller methandrostenolon, se strukturformlen.

## Kendte bivirkninger
Væskeretention, leverskade/smerter, hovedpine, forhøjet blodtryk, næseblod, håraffald, dybere stemme, gynekomasti, aggresion, depression, nyreskade/smerter, allergiske reaktioner og akne (filipenser).